# Dani kršćanske kulture
Dani kršćanske kulture su međunarodna kulturno-umjetnička manifestacija koja se održava u Splitu, Dubrovniku i Šibeniku, a održavala se i u Zadru, Kaštelima, Trilju, Solinu, Vodicama, Otavicama.
Glavni organizator je nakladnička kuća Verbum iz Splita, a održavaju se od 2005. godine, pod pokroviteljstvom Predsjednice Republike Hrvatske, Ministarstva kulture te Splitsko-dalmatinske, Dubrovačko-neretvanske i Šibenko-kninske županije kao i gradova domaćina Splita, Dubrovnika i Šibenika, a uz suorganizaciju Splitsko-makarske nadbiskupije kao i Dubrovačke i Šibenske biskupije.
Cilj manifestacije je očuvanje žive svijesti o kršćanskim korijenima autentične europske kulture te velikim dostignućima iste, kako kroz povijest, tako i danas. Manifestacija, kojoj je cilj ukazati na bogatstvo kulture koju baštinimo, ali i na umjetnike koji iz kršćanskog nadahnuća u suvremeno doba stvaraju velika umjetnička djela nadahnuta istom kulturnom baštinom, u sklopu bogatog programa svake godine obuhvaća niz kulturnih sadržaja u sklopu kojih sudjeluje velik broj umjetnika iz Hrvatske i inozemstva. 
Svrha je ove manifestacije i pokazati kako sad kao i nekad djeluju značajni autori kršćanskog nadahnuća na polju kulture, tako da i danas nastaju velika i značajna kulturna, umjetnička, književna i znanstvena djela nadahnuta kršćanskim vrijednostima koje su iznjedrile europsku kulturu.
Dani kršćanske kulture, koje su uz Predsjednicu Republike Hrvatske te Ministarstvo kulture podržali gradovi i županije te nadbiskupije i biskupije u kojima se održava, kao i velik broj institucija koje su suorganizatori pojedinih programskih sadržaja, ukazuju na dijalog i suradnju, kako među sudionicima programa, tako i među kulturnim djelatnicima i institucijama, ali i na dioništvo na istoj kulturnoj osnovi, o čemu svjedoči sve bogatiji i raznovrsniji program, kao i više tisuća posjetitelja manifestacije godišnje.

## Redovni program
Program manifestacije odvija se u trajanju od jedanaest dana u tri grada – Splitu, Dubrovniku i Šibeniku, a čine ga brojni kulturno-javni događaji namijenjeni najširem krugu posjetitelja: likovne i tematske izložbe, koncerti, predstavljanja knjiga i nosača zvuka, okrugli stolovi, tribine, susreti s autorima, filmske projekcije, kazališne predstave, muzejski programi, tematska putovanja i sl.

## Vrijeme održavanja
Vrijeme održavanja manifestacije je pomično jer se manifestacija odvija u preduskrsnom vremenu (započinje u subotu dva tjedna prije Uskrsa, a završava u utorak u Velikom tjednu).

## Nagrade
U okviru "Dana kršćanske kulture", dodjeljuja se i nagrada Andrija Buvina "za doprinos kršćanskoj kulturi onoj osobi ili ustanovi koja je dala najzapaženiji doprinos razvoju kršćanske kulture, odnosno zastupanju kršćanskih vrijednosti u kulturno-javnom životu".
Plaketu nagrade Andrija Buvina, na kojoj se nalazi detalj s vratnica splitske katedrale, izradio je akademski kipar Kuzma Kovačić.
Nagrada je dobila ime po Andriji Buvini.
Dosadašnji dobitnici:
- 2005.: Michael O'Brien, kanadski pisac
- 2006.: Vittorio Messori, talijanski novinar i publicist
- 2007.: Radovan Grgec, hrvatski književnik i prevoditelj
- 2008.: Ljubo Stipišić Delmata, hrvatski skladatelj, dirigent, melograf i slikar
- 2009.: Marko Ivan Rupnik, slovenski slikar i duhovni autor
- 2010.: Rene Medvešek, hrvatski glumac i redatelj
- 2011.: Peter Seewald, njemački novinar i publicist
- 2012.: akademik Josip Bratulić, hrvatski književnik
- 2013.: Nevenka Nekić, hrvatska književnica
- 2014.: Bernhard Meuser, njemački katolički publicist i autor projekta za mlade YOUCAT
- 2015.: Stjepan Lice, hrvatski književnik
- 2016.: Josip Botteri Dini, hrvatski akademski slikar
- 2017.: Robin Harris, engleski pisac, povjesničar i publicist
- 2018.: Sanja Nikčević, hrvatska teatrologinja
- 2019.: Ksenija Abramović, hrvatska galeristica